# Provinciale weg 201
De provinciale weg 201, ook wel N201, is een provinciale weg en een gemeentelijke weg in de provincies Noord-Holland en Utrecht en heeft een lengte van ruim 59,6 kilometer. De N201 loopt van Zandvoort via Heemstede, Hoofddorp, Aalsmeer, Uithoorn, Mijdrecht, Vinkeveen, Loenersloot, Loenen aan de Vecht en Vreeland tot Hilversum.
Het eerste gedeelte van Zandvoort tot en met Heemstede draagt het nummer N201 maar is geen provinciale weg. De weg is hier in beheer van de desbetreffende gemeenten. Vanaf Heemstede tot aan Hilversum is de N201 wel een provinciale weg.

## Omleggingen
In 1978 is de Weg om de Noord geopend, deel van de huidige Ring Hoofddorp.
De zeer drukke weg liep dwars door Aalsmeer en Uithoorn, wat tot veel oponthoud voor weggebruikers en overlast voor de inwoners van deze plaatsen leidde. In 2006 werd begonnen aan een omlegging tussen Hoofddorp en Mijdrecht, waarbij de N201 noordelijk van Aalsmeer en Uithoorn gaat lopen, waarbij onder meer een tunnel onder de Ringvaart van de Haarlemmermeer (de Waterwolftunnel) werd aangelegd. Bovendien werd tussen de A4 en Schiphol-Rijk de weg verbreed naar twee rijbanen van drie rijstroken. 
Op 22 april 2013 werd het gedeelte tussen Schiphol-Rijk en de Amsterdamseweg in Uithoorn in gebruik genomen. Eind mei 2014 is het resterende gedeelte in gebruik genomen, inclusief het gedeelte onder het Amstelaquaduct in de Amstel ten noorden van Uithoorn, met de aansluiting even ten oosten van Amstelhoek. Het oude traject van de N201 is vernummerd tot N196. Bij Hoofddorp is de aansluiting van de provinciale weg N201 nagenoeg afgerond.
Deze weg was vroeger gepland als A80, dit was nog goed te zien aan de afrit Hilversum op de A27 (die tot december 2017 nog in gebruik was), die veel groter was uitgevoerd dan noodzakelijk en al voorbereid was op een doortrekking van de weg ten zuiden van Hilversum.

## Foto's

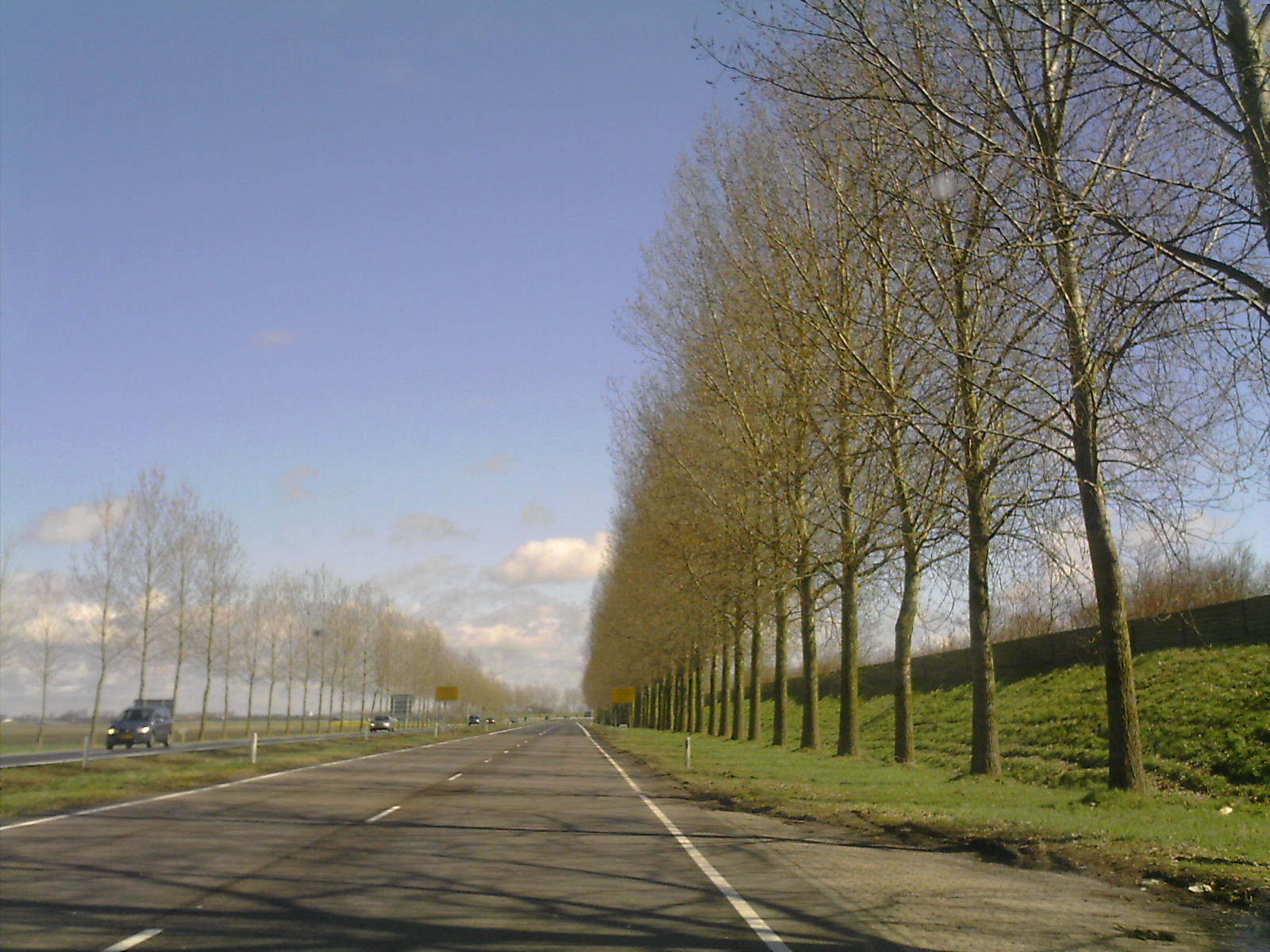
N201 bij Hoofddorp
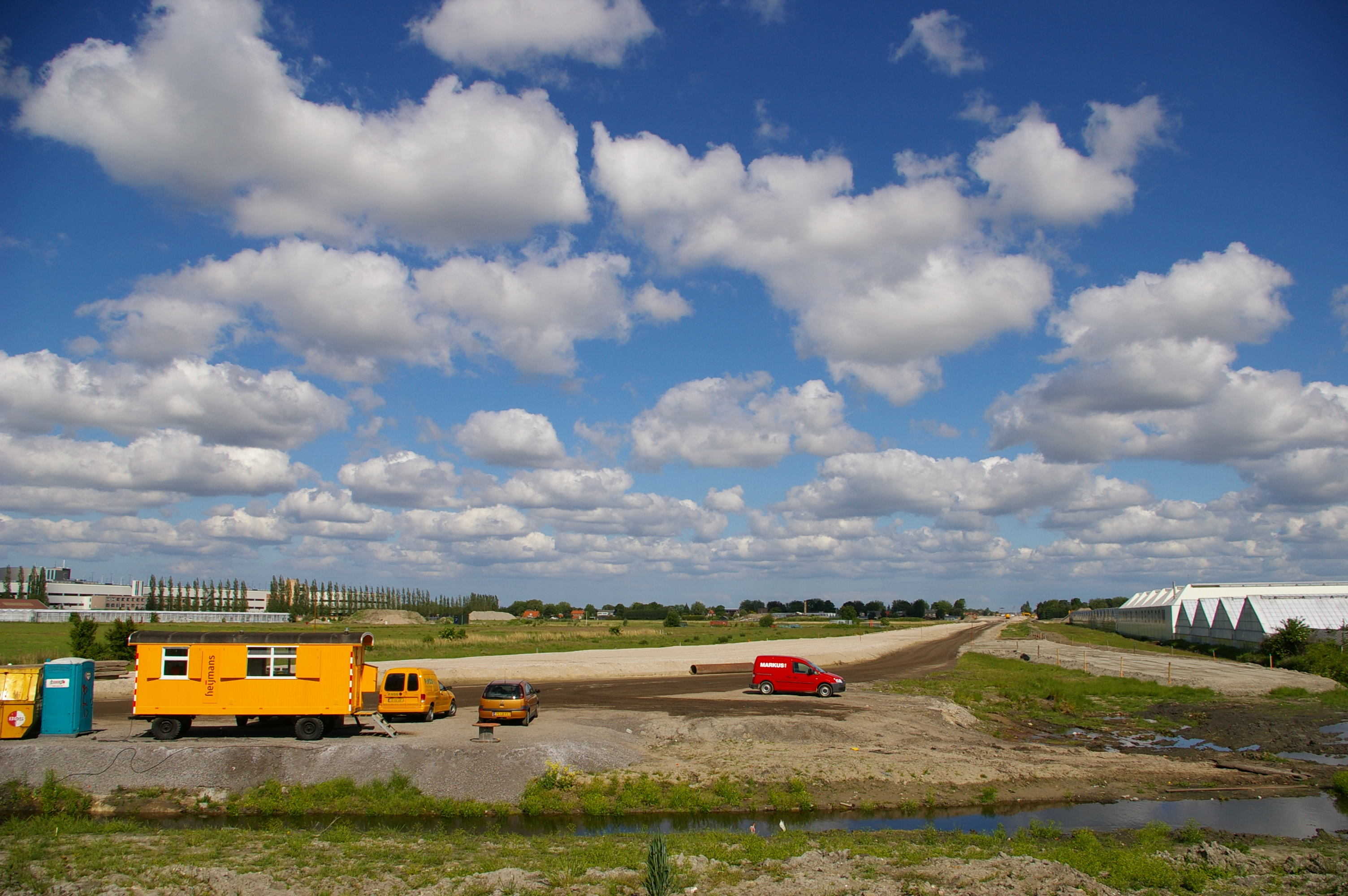
Werkzaamheden aan de nieuwe N201 bij Aalsmeer (2008)
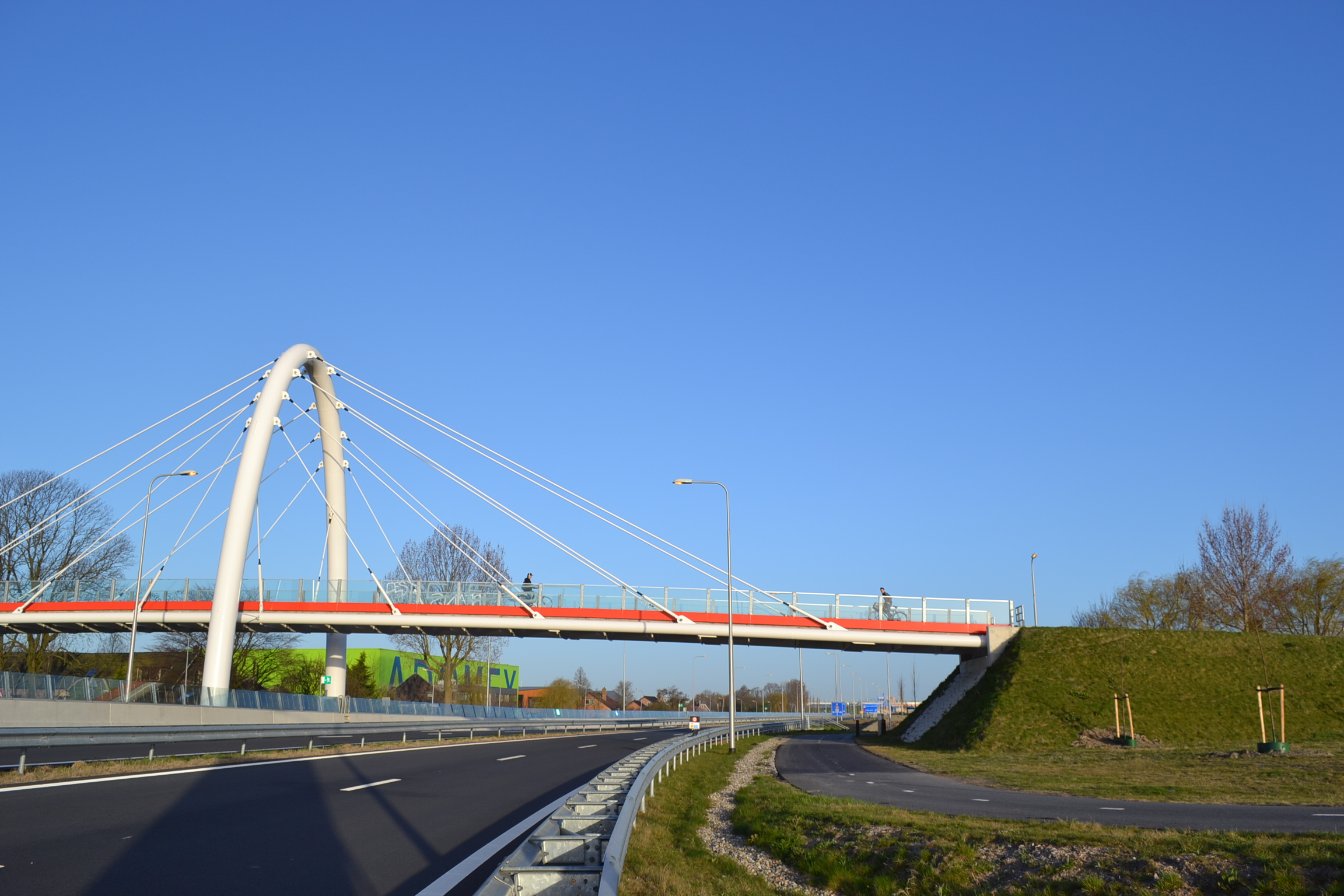
De nieuwe N201 ten noorden van Uithoorn (2013)